# Black Sea Arena
Black Sea Arena (Georgisch: ბლექ სი არენა, "Zwarte Zee-arena") is een overdekte arena aan de kust van de Zwarte Zee in Sjekvetili, Goeria, Georgië, zo'n 45 km ten noorden van Batoemi, de op een na grootste stad van het land. Het gebouw, ontworpen door de architecten van het Duitse bedrijf Drei Architekten, is de grootste open concertzaal in de Kaukasus. Het auditorium heeft een capaciteit van 10.000 zitplaatsen in ronde tribunes.
De Amerikaanse singer-songwriter Christina Aguilera trad op 30 juli 2016 op tijdens de officiële opening van de Black Sea Arena. Sindsdien heeft het verschillende evenementen georganiseerd, waaronder de concerten van rockbands Aerosmith en Scorpions, Elton John, The Black Eyed Peas, Thirty Seconds to Mars, Jessie J, Vanessa Mae, CeeLo Green en Ennio Morricone. Er werden ook tal van concerten met Georgische sterren gehouden in de Black Sea Arena.
In 2018 werd hier de 43e Schaakolympiade gehouden.